# Peträsket
Peträsket är en sjö i Piteå kommun i Norrbotten och ingår i Alån-Rosåns kustområde. Sjön har en area på 0,0313 kvadratkilometer och ligger 18 meter över havet.

## Delavrinningsområde
Peträsket ingår i det delavrinningsområde (726909-177630) som SMHI kallar för Mynnar i havet. Medelhöjden är 24 meter över havet och ytan är 12,35 kvadratkilometer. Det finns inga avrinningsområden uppströms utan avrinningsområdet är högsta punkten. Avrinningsområdets utflöde mynnar i havet. Avrinningsområdet består mestadels av skog (76 procent). Avrinningsområdet har 0,55 kvadratkilometer vattenytor vilket ger det en sjöprocent på 4,5 procent.